# Vela ai Giochi della XIV Olimpiade
Le competizioni di vela ai Giochi della XIV Olimpiade si sono svolte nei giorni dal 3 al 12 agosto 1948 a Torquay.
Rispetto all'edizione precedente di Berlino, è stata introdotta la classe Dragone, e per la classe Olympic Monotype la O-Jolle è stato sostituito dalla Firefly.

## Podi
| Evento             | Oro                                                                     | Argento | Bronzo                                                                      |
| Firefly (dettagli) | Paul Elvstrøm                                                           | Ralph Evans | Koos de Jong                                                                |
| Star (dettagli)    | Stati Uniti Hilary Smart Paul Smart                                     | Cuba Carlos de Cárdenas Culmell Carlos de Cárdenas Plá                                                                                   | Paesi Bassi Bob Maas Eddy Stutterheim                                       |
| Swallow (dettagli) | Gran Bretagna Stewart Morris David Bond                                 | Portogallo Duarte de Almeida Bello Fernando Pinto Coelho Bello                                                                           | Stati Uniti Lockwood Pirie Owen Torrey                                      |
| Dragone (dettagli) | Norvegia Thor Thorvaldsen Håkon Barfod Sigve Lie                        | Svezia Folke Bohlin Gösta Brodin Hugo Johnson                                                                                            | Danimarca William Berntsen Klaus Baess Ole Berntsen                         |
| 6 metri (dettagli) | Stati Uniti Herman Whiton Lee Loomis Mike Mooney James Smith Jim Weekes | Argentina Enrique Conrado Sieburger Enrique Adolfo Sieburger Emilio Homps Rodolfo Rivademar Rufino Rodríguez de la Torre Julio Sieburger | Svezia Tore Holm Karl-Robert Ameln Martin Hindorff Torsten Lord Gösta Salén |

## Medagliere
| Posizione | Paese         |   |   |   | Totale |
| --------- | ------------- | - | - | - | ------ |
| 1         | Stati Uniti   | 2 | 1 | 1 | 4      |
| 2         | Danimarca     | 1 | 0 | 1 | 2      |
| 3         | Gran Bretagna | 1 | 0 | 0 | 1      |
| 3         | Norvegia      | 1 | 0 | 0 | 1      |
| 5         | Svezia        | 0 | 1 | 1 | 2      |
| 6         | Argentina     | 0 | 1 | 0 | 1      |
| 6         | Cuba          | 0 | 1 | 0 | 1      |
| 6         | Portogallo    | 0 | 1 | 0 | 1      |
| 9         | Paesi Bassi   | 0 | 0 | 2 | 2      |
| Totale    | Totale        | 5 | 5 | 5 | 15     |